# Campionati svizzeri di sci alpino 2022
I Campionati svizzeri di sci alpino 2022 si sono svolti a Sankt Moritz dal 23 al 27 marzo; il programma ha incluso gare di discesa libera, supergigante, slalom gigante, slalom speciale e combinata, sia maschili sia femminili. 
Oltre agli sciatori svizzeri, hanno potuto concorrere al titolo anche gli sciatori di nazionalità liechtensteinese, mentre gli atleti delle altre federazioni, pur prendendo parte alle competizioni, hanno potuto ottenere solo prestazioni valide ai fini del punteggio FIS.

## Risultati

### Uomini

#### Discesa libera
| Pos. | Atleta             | Nazione       | Tempo   |
| ---- | ------------------ | ------------- | ------- |
| 1    | Niels Hintermann   | Svizzera      | 1:26,08 |
| 2    | Justin Murisier    | Svizzera      | 1:26,20 |
| 3    | Franjo von Allmen  | Svizzera      | 1:26,30 |
| 4    | Alexis Monney      | Svizzera      | 1:26,43 |
| 5    | Gilles Roulin      | Svizzera      | 1:26,44 |
| 6    | Lars Rösti         | Svizzera      | 1:26,55 |
| 7    | Cédric Ochsner     | Svizzera      | 1:26,74 |
| 8    | Christophe Torrent | Svizzera      | 1:26,90 |
| 8    | Ralph Weber        | Svizzera      | 1:26,90 |
| 10   | Marco Pfiffner     | Liechtenstein | 1:26,92 |

Data: 23 marzo

#### Supergigante
| Pos. | Atleta            | Nazione  | Tempo   |
| ---- | ----------------- | -------- | ------- |
| 1    | Justin Murisier   | Svizzera | 1:13,18 |
| 2    | Gino Caviezel     | Svizzera | 1:13,31 |
| 3    | Gilles Roulin     | Svizzera | 1:13,36 |
| 4    | Marco Odermatt    | Svizzera | 1:13,40 |
| 5    | Alexis Monney     | Svizzera | 1:13,54 |
| 6    | Franjo von Allmen | Svizzera | 1:13,94 |
| 7    | Thomas Tumler     | Svizzera | 1:14,09 |
| 7    | Ralph Weber       | Svizzera | 1:14,09 |
| 9    | Matthias Iten     | Svizzera | 1:14,21 |
| 9    | Gaël Zulauf       | Svizzera | 1:14,21 |

Data: 25 marzo

#### Slalom gigante
| Pos. | Atleta          | Nazione  | Tempo   |
| ---- | --------------- | -------- | ------- |
| 1    | Loïc Meillard   | Svizzera | 2:02,42 |
| 2    | Marco Odermatt  | Svizzera | 2:02,72 |
| 3    | Justin Murisier | Svizzera | 2:02,88 |
| 4    | Gilles Roulin   | Svizzera | 2:03,39 |
| 5    | Fadri Janutin   | Svizzera | 2:03,56 |
| 6    | Marco Reymond   | Svizzera | 2:03,74 |
| 7    | Gino Caviezel   | Svizzera | 2:04,16 |
| 8    | Thomas Tumler   | Svizzera | 2:04,21 |
| 9    | Tanguy Nef      | Svizzera | 2:04,61 |
| 10   | Joel Lütolf     | Svizzera | 2:05,08 |

Data: 26 marzo

#### Slalom speciale
| Pos. | Atleta            | Nazione  | Tempo   |
| ---- | ----------------- | -------- | ------- |
| 1    | Ramon Zenhäusern  | Svizzera | 1:24,46 |
| 2    | Noel von Grünigen | Svizzera | 1:24,69 |
| 3    | Reto Schmidiger   | Svizzera | 1:24,70 |
| 4    | Daniel Yule       | Svizzera | 1:24,86 |
| 5    | Fadri Janutin     | Svizzera | 1:24,87 |
| 6    | Ralph Seidler     | Austria  | 1:25,35 |
| 7    | Matthias Iten     | Svizzera | 1:25,43 |
| 8    | Reto Mächler      | Svizzera | 1:26,35 |
| 8    | Maurus Sparr      | Svizzera | 1:26,35 |
| 10   | Luc Herrmann      | Svizzera | 1:26,43 |

Data: 27 marzo

#### Combinata
| Pos. | Atleta            | Nazione  | Tempo   |
| ---- | ----------------- | -------- | ------- |
| 1    | Luca Aerni        | Svizzera | 2:08,61 |
| 2    | Matthias Iten     | Svizzera | 2:09,05 |
| 2    | Noel von Grünigen | Svizzera | 2:09,05 |
| 4    | Daniel Yule       | Svizzera | 2:09,12 |
| 5    | Reto Schmidiger   | Svizzera | 2:09,28 |
| 6    | Franjo von Allmen | Svizzera | 2:09,40 |
| 7    | Josua Mettler     | Svizzera | 2:09,86 |
| 8    | Gilles Roulin     | Svizzera | 2:09,99 |
| 9    | Andri Moser       | Svizzera | 2:10,32 |
| 10   | Eric Wyler        | Svizzera | 2:10,39 |

Data: 24 marzo

### Donne

#### Discesa libera
| Pos. | Atleta            | Nazione  | Tempo   |
| ---- | ----------------- | -------- | ------- |
| 1    | Delia Durrer      | Svizzera | 1:30,13 |
| 2    | Jasmina Suter     | Svizzera | 1:30,21 |
| 3    | Noémie Kolly      | Svizzera | 1:30,47 |
| 4    | Juliana Suter     | Svizzera | 1:30,88 |
| 5    | Livia Rossi       | Svizzera | 1:30,94 |
| 6    | Stefanie Grob     | Svizzera | 1:31,21 |
| 7    | Melanie Michel    | Svizzera | 1:31,72 |
| 8    | Janine Schmitt    | Svizzera | 1:31,99 |
| 9    | Isabella Pedrazzi | Svizzera | 1:32,44 |
| 10   | Malorie Blanc     | Svizzera | 1:32,54 |

Data: 24 marzo

#### Supergigante
| Pos. | Atleta           | Nazione  | Tempo   |
| ---- | ---------------- | -------- | ------- |
| 1    | Corinne Suter    | Svizzera | 1:16,02 |
| 2    | Jasmina Suter    | Svizzera | 1:17,31 |
| 3    | Michelle Gisin   | Svizzera | 1:17,49 |
| 4    | Juliana Suter    | Svizzera | 1:17,66 |
| 5    | Joana Hählen     | Svizzera | 1:17,71 |
| 6    | Nicole Good      | Svizzera | 1:17,91 |
| 7    | Janine Schmitt   | Svizzera | 1:18,29 |
| 8    | Julie Deschenaux | Svizzera | 1:18,42 |
| 9    | Vivianne Härri   | Svizzera | 1:18,50 |
| 10   | Melanie Michel   | Svizzera | 1:18,62 |

Data: 25 marzo

#### Slalom gigante
| Pos. | Atleta             | Nazione  | Tempo   |
| ---- | ------------------ | -------- | ------- |
| 1    | Jasmina Suter      | Svizzera | 2:19,11 |
| 2    | Simone Wild        | Svizzera | 2:19,20 |
| 3    | Andrea Ellenberger | Svizzera | 2:19,78 |
| 4    | Aline Danioth      | Svizzera | 2:19,81 |
| 5    | Stefanie Grob      | Svizzera | 2:20,08 |
| 6    | Mélanie Meillard   | Svizzera | 2:20,30 |
| 7    | Vanessa Kasper     | Svizzera | 2:20,58 |
| 8    | Priska Nufer       | Svizzera | 2:21,29 |
| 9    | Arianne Forget     | Canada   | 2:21,58 |
| 10   | Elise Hitter       | Svizzera | 2:22,49 |

Data: 27 marzo

#### Slalom speciale
| Pos. | Atleta             | Nazione  | Tempo   |
| ---- | ------------------ | -------- | ------- |
| 1    | Wendy Holdener     | Svizzera | 1:25,89 |
| 2    | Aline Danioth      | Svizzera | 1:26,12 |
| 3    | Michelle Gisin     | Svizzera | 1:26,17 |
| 4    | Mélanie Meillard   | Svizzera | 1:26,19 |
| 5    | Valentine Macheret | Svizzera | 1:27,63 |
| 6    | Carole Bissig      | Svizzera | 1:28,08 |
| 7    | Arianne Forget     | Canada   | 1:28,25 |
| 8    | Anuk Brändli       | Svizzera | 1:28,60 |
| 9    | Sarah Zoller       | Svizzera | 1:29,06 |
| 10   | Janine Schmitt     | Svizzera | 1:29,32 |

Data: 26 marzo

#### Combinata
| Pos. | Atleta           | Nazione  | Tempo   |
| ---- | ---------------- | -------- | ------- |
| 1    | Noémie Kolly     | Svizzera | 2:15,42 |
| 2    | Stefanie Grob    | Svizzera | 2:15,62 |
| 3    | Malorie Blanc    | Svizzera | 2:16,83 |
| 4    | Melanie Michel   | Svizzera | 2:16,84 |
| 5    | Jasmina Suter    | Svizzera | 2:17,25 |
| 6    | Juliana Suter    | Svizzera | 2:17,31 |
| 7    | Julie Deschenaux | Svizzera | 2:17,66 |
| 8    | Delia Durrer     | Svizzera | 2:17,70 |
| 9    | Chiara Lanz      | Svizzera | 2:17,80 |
| 10   | Annie Farquet    | Svizzera | 2:17,95 |

Data: 23 marzo